# コウリンタンポポ
コウリンタンポポ（紅輪蒲公英、学名: Pilosella aurantiaca）は、キク科タンポポ亜科コウリンタンポポ属の多年草。ヨーロッパ原産で、日本では帰化植物として定着している。別名、エフデギク。

## 分布
ヨーロッパ中部～北部を原産地とする。日本を含めた北半球に広く帰化している。
近縁種にキバナコウリンタンポポがおり、同じくヨーロッパ原産で日本や北アメリカに帰化している。

## 特徴
多年草。しばしば、地表に走出枝（ランナー）を伸ばす。花茎は直立して、草丈10 - 50センチメートル (cm) になる。茎葉全体に剛毛を密生する。葉のほとんどは、根際に集まってつくロゼット状になる。
花期は7 - 8月ごろ。茎の頂部に集まって、タンポポ類に形がよく似た鮮やかなオレンジ色の頭花を咲かせる。頭花は径1.5 - 2.3 cmで、すべて舌状花からなる。舌状花は黒色の長毛を密生し、短い腺毛が混じる。舌状花の舌片の先端には深い5歯がある。
花後にできる冠毛は白色で、その先につく果実は円同形で10本の筋がある。

## 外来種問題
ヨーロッパ原産であるが、市街地でもみられる雑草で、道端に生えている。繁殖力が強いため、在来種植物への影響が懸念されている。日本では明治中期に渡来した外来種であるものの、外来生物法による規制は特に存在しない。北海道には戦後サハリンから侵入したものとみられており、ブルーリストでA2「本道の生態系等へ大きな影響を及ぼしており、防除対策の必要性について検討する外来種」に指定している。北米にも帰化しており、悪性の雑草と見なされている。